# Laguna Hills
|  | Dieser Artikel wurde aufgrund von inhaltlichen Mängeln auf der Qualitätssicherungsseite des Projektes USA eingetragen. Hilf mit, die Qualität dieses Artikels auf ein akzeptables Niveau zu bringen, und beteilige dich an der Diskussion! Eine nähere Beschreibung der zu behebenden Mängel fehlt. |

Laguna Hills ist eine Stadt im Orange County im US-Bundesstaat Kalifornien, Vereinigte Staaten, mit 31.374 Einwohnern (Stand: 2020). Die geographischen Koordinaten sind: 33,60° Nord, 117,71° West. Das Stadtgebiet hat eine Größe von 16,5 km².

## Söhne und Töchter der Stadt
- Chad Carvin (* 1974), Schwimmer
- Aloe Blacc (* 1979), Sänger und Songwriter
- Jenna Haze (* 1982), Pornodarstellerin
- Kaitlin Sandeno (* 1983), Schwimmerin
- Annie Pankowski (* 1994), Eishockeyspielerin
- Jacob Edward Arnitz (* 1995), Volleyballspieler
- Madeleine Gates (* 1998), Volleyballspielerin
- Carson Palmer (* 1998), American-Football-Spieler
- Alex Michelsen (* 2004), Tennisspieler